# Tetreuaresta heringi
Tetreuaresta heringi es una especie de insecto del género Tetreuaresta de la familia Tephritidae del orden Diptera.

## Historia
Allen L.Norrbom la describió científicamente por primera vez en el año 1999.